# Национальная партия Шотландии
Национальная партия Шотландии (НПШ; англ. National Party of Scotland, NPS) — левоцентристская политической партией в Шотландии, которая была одним из предшественников нынешней Шотландской национальной партии (ШНП). НПШ была первой шотландской националистической партией и первой, которая выступала за самоопределение Шотландии.
НПШ была левоцентристской партией. Среди её членов был знаменитый поэт Хью Макдиармид, одна из ключевых фигур «шотландского Возрождения», но затем он был исключён из-за своих коммунистических взглядов (по иронии судьбы, позже он был исключён из Коммунистической партии Великобритании за свои шотландские националистические убеждения). Помимо Макдиармида в партию входили и другие известыне фигуры. Так, поэт и военный историк Эрик Линклейтер баллотировался в качестве кандидата НПШ на дополнительных выборах в 1933 года в восточном Файфе, а романист, критик и драматург Нил Ганн, один из главных деятелей «шотландского Возрождения», сыграл важную роль в объединении Национальной партии с Шотландской партией.

## Происхождение и история
Начало созданию Национальной партии Шотландии известный юрист и сторонник самоуправления Шотландии Джон Маккормик из Шотландской националистической ассоциации Университета Глазго, который созвал собрание всех, кто поддерживал создание партии, выступающей за шотландское самоуправление. Заседание проходило под председательством Роберта Каннингема-Грэма, который был членом Либеральной партии, а затем перешёл в Шотландскую лейбористскую партию. Также в собрании приняли участие представители Шотландской национальной лиги, Шотландского национального движения Льюиса Спенса и Шотландской ассоциации самоуправления (англ. Scottish Home Rule Association).
В конце концов был достигнут консенсус между членами этих групп о том, что лучшим путём для достижения шотландского самоуправления будет создание независимой политической партии, свободной от каких-либо связей с какими-либо уже существующими партиями.
Национальная партия Шотландии появилась путём слияния Шотландской националистической ассоциации Университета Глазго, Шотландской национальной лиги, Шотландского национального движения и Шотландской ассоциации за самоуправление. Официально партия была основана 23 июня 1928 года в Стерлинге.
Первым националистом, который участвовал в выборах, стал Льюис Спенс. Он принял участие в дополнительных выборах 1929 года в Мидлотиане и северном Пиблсшире, набрав 4,5 % голосов и заняв четвёртое место. Всего НПШ дважды участвовала во выборах в Палату общин и в ряде дополнительных выборов. На выборах 1929 года два кандидата от НПШ смогли собрать 3313 голосов (0,5 %). Через два года, в 1931 году, за пять кандидатов от партии проголосовали 20 954 избирателя (1,0 %). За всю историю партии её кандидаты занимали места не выше третьего.
В 1932 году группа бывших членов тогдашней Юнионистской партии, предшественницы современных Шотландских консерваторов, из числа сторонников самоуправления создали правоцентристскую Шотландскую партию. Джон Маккормик выступал за единство шотландского националистического движения и вступил в контакт с новой партией. Обе организации начали сотрудничать, постепенно сближаясь. В ноябре 1933 года Шотландская партия решила участвовать в дополнительных выборах в Килмарноке и НПШ поддержала их кандидата. 7 апреля 1934 года НПШ объединилась с Шотландской партией, образовав Шотландскую национальную партию (ШНП).

## Председатель
Председателем партии был шотландский бизнесмен Роланд Юджин Мюрхед (1868—1964), бывший член Общества молодых шотландцев, Либеральной партии и Независимой лейбористской партии. После создания Шотландской национальной партии он был её президентом с 1936 по 1950 год. После 1950 года Мюрхед, оставаясь членом ШНП, посвятил большую часть своего времени разработке конституции Шотландии и созданному им Шотландскому национальному конгрессу, который вёл кампанию за шотландское самоуправление.